# Joana de Tolosa
Joana de Tolosa (Tolosa de Llenguadoc, començament del segle xiii - 1286) va ser una laica que volgué viure segons el carisma de l'Orde del Carmel, convertint-se en el primer membre del Tercer Orde del Carmel, i la seva tradicional fundadora. És venerada com a beata per l'Església catòlica. No s'ha de confondre amb Joana de Tolosa (1220-1271), comtessa de Tolosa i marquesa de Provença.

## Biografia
Joana va néixer en començar el segle xii a Tolosa, en al si d'una família noble del regne de Navarra. Va tenir una vida dedicada a la pregària i la pietat. En 1265, arribaren a Tolosa els primers carmelites procedents de Palestina i hi fundaren un convent. La fama de santedat dels religiosos, i la seva devoció a la Mare de Déu, s'estengué ràpidament.

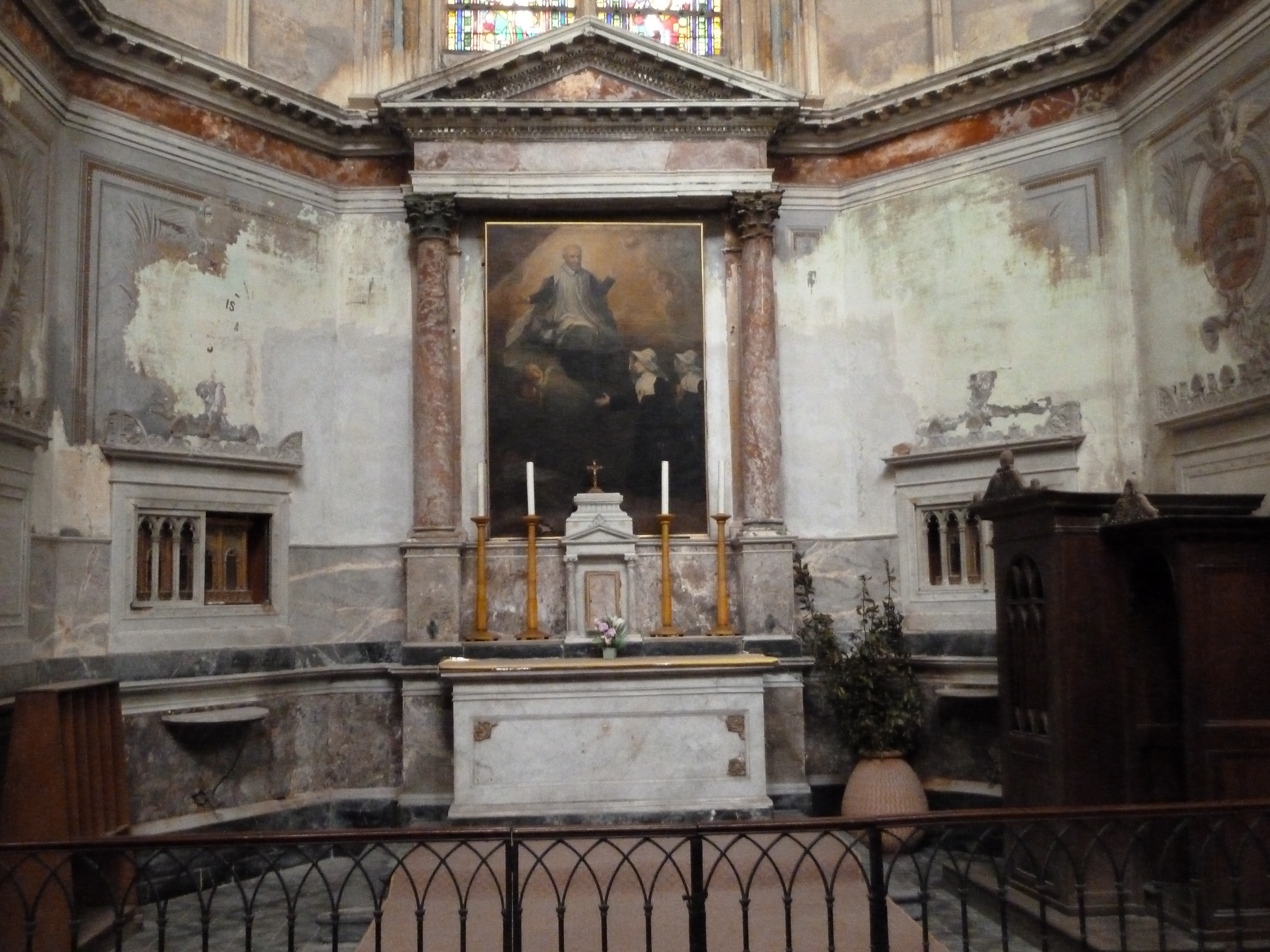
Capella de Sant Vicent, amb les restes de la beata en un dels reliquiaris dels costats, a la catedral de S. Esteve de Tolosa.

Joana s'adreçà al prior Simó Stock per demanar-li d'ingressar a l'orde d'alguna manera, vivint amb el mateix carisma i la mateixa regla. Encara que alguns autors en parlen com d'una monja, la dona va viure com a laica, fora de qualsevol convent, en una ermita propera al dels carmelites, reclosa i vivint seguint la regla de l'Orde del Carmel i havent fet vots simples. Passà la resta de la seva vida vivint en gran austeritat i fent oració, a més d'ajudar malalts i pobres. Encoratjava els nens i joves a fer caritat als necessitats. Morí en 1286.

### Fundació del tercer orde
Per aquesta opció de vida, és considerada el primer membre i fundadora del Tercer Orde del Carmel, que agrupa els laics que viuen al món d'acord amb la regla carmelita. El tercer orde es constituirà oficialment l'octubre de 1452, quan Jean Soreth n'obté l'aprovació del papa Climent V.

## Veneració
Sebollida a l'església del convent carmelita de Tolosa, la seva fama de santedat va fer que la seva tomba fos visitada per tothom i se'n parlés de miracles. El bisbe Bernat de Rosier (1452-1474), concedí indulgència a qui ho fes, traslladant les restes a una urna dins l'església, començant llavors el culte oficial.
L'església fou enderrocada en 1805, trobant-se llavors les restes de Joana, que s'havien perdut després de 1688. Foren traslladades a Sant Esteve, a la capella de Sant Vicenç de Paül, on són avui dia en un reliquiari neogòtic.
El culte es confirmà amb la beatificació feta per Lleó XIII en 1895.